# At the edge of the world
At the edge of the world is het zevende muziekalbum van de Japanse muziekgroep Asturias. Het album is opgenomen in geluidsstudio's in Tokio en Parijs. De muziekstijl is symfonische rock waarbij vergelijkingen met de muziek van Mike Oldfield uit zijn beginjaren zich opdringen. Yoh Ohyama speelde bijna alle muziekinstrumenten zelf en omringde zich met aanvullende musici. Het album bevat een suite onderverdeeld in deeltjes. Het album werd in eigen beheer uitgebreid, maar distributie in Europa geschiedde via Musea Records.

## Musici
- Yoh Ohyama – alle muziekinstrumenten behalve
- Satoshi Hirata – gitaar (track 7)
- Yoshi Hiro Kawagoe – piano (track 6 en 10)
- Kaori Tsutui – klarinet, blokfluit (tracks 1, 2, 3)
- Tei Sena – viool, altviool
- Keisuke Takashima – viool (tracks 3 en 8)
- Moru Hoshi - cello
- Takahide Horiko – hobo (tracks 2 en 6)
- Kiyotaka Tanabe – slagwerk
- Obawo Nakajima - percussie
- Yoko Ueno - zangstem

## Muziek
| Nr. | Titel                                                | Duur |
| --- | ---------------------------------------------------- | ---- |
| 1.  | At the edge of the world (Part 1: Atmosphere)        | 8:31 |
| 2.  | At the edge of the world (Part 2: Clouds)            | 3:25 |
| 3.  | At the edge of the world (Part 3: Wilderness)        | 5:34 |
| 4.  | At the edge of the world (Part 4: Abyss)             | 6:20 |
| 5.  | At the edge of the world (Part 5: Ordeal)            | 2:40 |
| 6.  | At the edge of the world (Part 6: Memories)          | 6:44 |
| 7.  | At the edge of the world (Part 7: Brilliance)        | 4:56 |
| 8.  | At the edge of the world (Part 8: Afterglow)         | 1:38 |
| 9.  | At the edge of the world (Part 9: Edge of the world) | 8:05 |
| 10. | At the edge of the world (Part 10: Intention)        | 2:48 |